# Ergasto Silva Guillén
Ergasto Silva Guillén (Pisco, 28 de octubre de 1901 - Lima, 9 de setiembre de 1958) fue un militar, aviador y político peruano, que llegó al grado de teniente general de la Fuerza Aérea del Perú (FAP). En el gobierno de José Luis Bustamante y Rivero fue ministro de Aeronáutica, de febrero a octubre de 1948, hasta el golpe de Estado que puso fin a dicho gobierno.

## Biografía
Nació en la ciudad de Pisco. Cursó sus estudios escolares en el Colegio de La Inmaculada de Lima. Luego ingresó a la Escuela Militar de Chorrillos y egresó como subteniente en 1923.
Posteriormente, ingresó a la Escuela de Aviación de Las Palmas, donde se graduó de teniente de Aviación Militar en 1926 y recibió su licencia de piloto militar. En 1927 viajó a España en misión de estudios.
De vuelta al Perú, y ya con el grado de capitán, fue nombrado instructor de la Escuela de Aviación Militar Jorge Chávez. Durante el conflicto con Colombia (1932-1933) fue jefe de escuadrilla.
Ascendido al grado de teniente comandante, fue director de la Escuela Central de Aviación Jorge Chávez en Las Palmas (1933); jefe de la Escuela de Bombardeo; y jefe del primer agrupamiento aéreo, donde se encargó de organizar y construir la Base Aérea de Chiclayo en 1934.
En 1937, durante el segundo gobierno del general Óscar R. Benavides fue comisionado a Europa para recibir las adquisiciones de material bélico hechas por dicho gobierno. En ese mismo año fue ascendido a comandante.
En 1939 fue nombrado jefe de la Base Aérea de Ancón. En 1940 ascendió a coronel y pasó a ser director de la Escuela de Oficiales de Aeronáutica, cargo que ejerció de 1941 a 1945.
Fue también agregado aéreo en Buenos Aires, miembro del Consejo Superior de Aeronáutica, jefe del Estado Mayor de Aeronáutica y comandante general del CAP (Cuerpo Aeronáutico del Perú, inmediata antecesora de la FAP).

### Ministro de Estado
Tenía ya el grado de mayor general cuando, el 27 de febrero de 1948, en el gobierno del presidente José Luis Bustamante y Rivero, fue nombrado ministro de Estado en el despacho de Aeronáutica. Formó parte de los dos últimos gabinetes ministeriales de dicho gobierno: el que presidió el contralmirante AP Roque A. Saldías y el encabezado por el mayor general CAP Armando Revoredo Iglesias.
Desempeñó su gestión ministerial en un periodo de crisis política, durante el cual se produjo la rebelión aprista del Callao del 3 de octubre de 1948, protagonizada por algunos oficiales y marineros de la escuadra, la misma que fue sofocada sangrientamente. El día 27 del mismo mes sobrevino el golpe de Estado encabezado por el general Manuel A. Odría, que puso fin al gobierno de Bustamante.
Por no haberse plegado al bando de los golpistas, sufrió las represalias del nuevo gobierno. Su ascenso a teniente general, que le correspondía por su antigüedad y sus méritos, se fue postergando, hasta que en 1955 pasó a retiro. Esta situación se corrigió tras el retorno de la democracia en 1956, durante el segundo gobierno de Manuel Prado.
Falleció en Lima, el 9 de setiembre de 1958.